# Шугар-Буш (тауншип, округ Белтрами, Миннесота)
Шугар-Буш (англ. Sugar Bush) — тауншип в округе Белтрами, Миннесота, США. На 2000 год его население составило 193 человека.

## География
По данным Бюро переписи населения США площадь тауншипа составляет 90,9 км², из которых 76,6 км² занимает суша, а 14,3 км² — вода (15,73 %).

## Демография
По данным переписи населения 2000 года здесь находились 193 человека, 70 домохозяйств и 49 семей.  Плотность населения —  2,5 чел./км².  На территории тауншипа расположено 114 построек со средней плотностью 1,5 построек на один квадратный километр. Расовый состав населения: 70,98 % белых, 26,42 % коренных американцев, 1,55 % азиатов и 1,04 % приходится на две или более других рас.
Из 70 домохозяйств в 25,7 % воспитывались дети до 18 лет, в 55,7 % проживали супружеские пары, в 11,4 % проживали незамужние женщины и в 28,6 % домохозяйств проживали несемейные люди. 20,0 % домохозяйств состояли из одного человека, при том 7,1 % из — одиноких пожилых людей старше 65 лет. Средний размер домохозяйства — 2,76, а семьи — 3,00 человека.
24,4 % населения — младше 18 лет, 11,4 % — в возрасте от 18 до 24 лет, 21,8 % — от 25 до 44, 30,6 % — от 45 до 64, и 11,9 % — старше 65 лет. Средний возраст — 41 год. На каждые 100 женщин приходилось 107,5 мужчин.  На каждые 100 женщин старше 18 приходилось 102,8 мужчин.
Средний годовой доход домохозяйства составлял 28 542 доллара, а средний годовой доход семьи —  27 917 долларов. Средний доход мужчин —  27 083  доллара, в то время как у женщин — 18 333. Доход на душу населения составил 10 082 доллара. За чертой бедности находились 26,8 % семей и 29,1 % всего населения тауншипа, из которых 25,0 % младше 18 лет.